# Дэйли, Уильям
Уильям Майкл «Билл» Дэйли (англ. William Michael “Bill” Daley, род. 9 августа 1948, Чикаго, Иллинойс) — американский юрист и политик. С 13 января 2011 года по 9 января 2012 года он являлся главой администрации президента США Барака Обамы. До этого с 2004 по 2011 год был председателем отделения JPMorgan Chase & Co на Среднем Западе США. В 1997—2000 годах был министром торговли США. С 1970-х годов участвовал в кампаниях кандидатов в президенты США от Демократической партии.

## Биография
Уильям Майкл Дэйли (William Michael Daley) родился 9 августа 1948 года в Чикаго. Он был младшим из семи детей Ричарда Джозефа Дэйли (Richard Joseph Daley), мэра Чикаго в 1955—1976 годах, и его супруги Элеаноры (Eleanor). Семья Дэйли имела ирландские корни.
Дэйли сначала поступил в колледж Провиденс (Providence College) в Род-Айленде, но перевелся в чикагский университет Лойола (Loyola University), который окончил в 1970 году со ступенью бакалавра по политологии. В 1975 году он окончил вечернее отделение Юридической школы Джона Маршалла (John Marshall Law School) со степенью бакалавра права. Дэйли не отличался хорошей успеваемостью в университете: в 1974 году газета Chicago Sun-Times сообщила, что ответы Дэйли на одном из итоговых экзаменов были исправлены, чтобы помочь ему успешно его сдать. В прессе также отмечали, что у Дэйли не очень широкий кругозор, однако он отлично разбирается в поведении людей, планировании и составлении политических стратегий.
В 1973—1975 годах Дэйли вместе с братом Джоном (John) занимался страховым бизнесом в компании Daley and Daley. После окончания юридической школы Уильям Дэйли начал работать в семейной юридической компании Daley, Riley and Daley, помимо этого, с 1977 по 1980 год он входил в национальный совет Economic Opportunity: данная структура отвечала перед президентом США об исполнении мер, предусмотренных актом 1964 года о борьбе с бедностью.
В 1976 году Дэйли был поверенным своего отца во время успешной президентской кампании Джимми Картера. В 1980 году Уильям Дэйли возглавлял предвыборную кампанию своего брата Ричарда на пост прокурора округа Кук в штате Иллинойс. Впоследствии он участвовал в президентских кампаниях и других кандидатов от Демократической партии: в 1984 году Дэйли консультировал предвыборный штаб Вальтера Мондейла (Walter Mondale), а в 1988 году — Джозефа Байдена и, после того как тот снял свою кандидатуру, Майкла Дукакиса.
С 1984 по 1989 год и с 1993 по 1997 год Дэйли был партнером в юридической фирме Mayer, Brown & Platt и, пользуясь связями в Вашингтоне, занимался лоббистской деятельностью. В 1989 году сообщалось, что Дэйли собирается баллотироваться в мэры Чикаго, однако он уступил это право брату Ричарду и набрал ему штат советников, в числе которых был Эмануэл Рам. Ричард Дэйли одержал победу на выборах и занимал после этого пост мэра более 20 лет. Уильям Дейли же стал вице-председателем совета директоров Amalgamated Bank of Chicago, а годом спустя занял пост председателя совета директоров и президента банка. В 1992 году Дэйли возглавлял президентскую избирательную кампанию Билла Клинтона в штате Иллинойс и, по слухам, претендовал на пост министра транспорта в новом кабинете, однако поста этого так и не получил. В 1993 году Дейли стал специальным советником избранного президентом Клинтона и занимался продвижением в конгрессе Северо-Американского соглашения о свободной торговле (NAFTA). Вице-президент Альберт Гор впоследствии рассказывал, что без Дэйли соглашение не было бы подписано. Также Дэйли входил в совет Федеральной национальной ипотечной ассоциации (Federal National Mortgage Association) и в совет поверенных чикагского Музея естественной истории имени Филда (The Field Museum of Natural History). С 1993 по 1997 год Дэйли был членом совета директоров вашингтонского отделения финансовой корпорации Fannie Mae. Сообщалось, что одновременно с этим Дэйли выступал в роли советника своего брата-мэра.
В 1996 году Дэйли был сопредседателем чикагского предвыборного съезда Демократической партии, выдвинувшей во второй раз кандидатуру Клинтона на пост президента США. После успешных перевыборов, в декабре 1996 года Дэйли был назначен министром торговли США и занял этот пост в январе 1997 года. В июне 2000 года Дэйли покинул пост министра и стал председателем президентской кампании Альберта Гора, после того как из-за болезни этот пост покинул Тони Коэльо (англ. Tony Coelho). Несмотря на усилия Дэйли, Гор проиграл выборы республиканцу Джорджу Бушу-младшему.
В 2001 году Дэйли заявил о намерении избираться на пост губернатора Иллинойса, однако не стал регистрировать свою кандидатуру, и новым губернатором стал Род Благоевич. Отказ от участия в выборах Дэйли объяснил желанием заработать денег, занимаясь бизнесом. В 2001 году он был назначен президентом телекоммуникационной компании SBC (впоследствии преобразованной в AT&T). Уже в первый год он заработал примерно 2,7 миллиона долларов и активно занимался лоббированием интересов корпорации. В 2003 году в обход торговой комиссии штата (Illinois Commerce Commission) он добился от иллинойсских законодателей и Благоевича принятия закона, позволявшей корпорации поднять в два раза тарифы на пользование услугами инфраструктуры компаниям-конкурентам, однако закон был вскоре отменен федеральным судьей. В мае 2004 года Дэйли перешел на работу в финансовую компанию JPMorgan Chase & Co, став председателем её отделения на Среднем Западе США и главой департамента корпоративной ответственности. Также с 2006 по 2011 год он входил в совет директоров корпорации Boeing.
Во время предвыборной президентской кампании 2008 года Дэйли был экономическим советником Барака Обамы и после его победы входил в переходную команду. 6 января 2011 года Дэйли был назначен главой президентской администрации Обамы вместо Эмануэла Рама, решившего баллотироваться в мэры Чикаго (Ричард Дэйли отказался от перевыборов). Обозреватели отмечали, что Уильям Дэйли критиковал предложенную Обамой реформу здравоохранения, и его назначение главой администрации Белого Дома означало, что Обама активно ищет поддержки финансовых кругов с Уолл-стрит для победы на перевыборах.
СМИ писали, что Дэйли, находясь на посту главы президентской администрации, способствовал принятию закона об увеличении верхнего предела госдолга США летом 2011 года; в то же время отмечали отсутствие взаимопонимания между Дэйли и окружением Обамы, а также конгрессменами-демократами. 9 января 2012 года Обама объявил, что до конца месяца Дэйли уйдет в отставку с поста главы президентской администрации. Его преемником стал руководитель административно-бюджетного управления Белого дома Джек Лью, вступивший в должность главы администрации Обамы 27 января 2012 года. Возможной причиной отставки Дэйли СМИ называли поворот Обамы к более популистской программе в связи с президентской кампанией 2012 года. Обама заявил, что после отставки Дэйли вернется в Чикаго, не уточнив при этом будущее место работы чиновника. По данным СМИ, Дэйли мог занять одну из руководящих должностей в избирательном штабе Обамы.
Дэйли имеет почетную степень доктора права Юридической школы Джона Маршалла.
Дэйли женат. Его супругу, литовку по национальности, зовут Лореттой Аукстик (Loretta Aukstik). У них четверо детей. Их младший сын, Билл (Bill), также занимается политикой и лоббистской деятельностью: в начале 2000-х он представлял интересы Fannie Mae.